# 豊田サティ
豊田サティ（とよたサティ）は、かつて株式会社マイカルが愛知県豊田市で運営していた商業施設である。

## 概要
豊田市駅東地区市街地再開発事業に伴って建設された複合商業施設「ギャザ」の核店舗として出店した。1階から5階のフロアの一部を占めていた。
5階にはマイカルの子会社のマイカルクリエイトが運営する室内遊園地の「ダイナレックス」が出店していた。
2002年（平成14年）5月31日に、運営元のマイカルが経営破綻したことを受けて閉店した。

## 沿革
- 1995年（平成7年）4月26日 - 開店。豊田市駅東地区市街地再開発ビル「ギャザ(GAZA)」の1-5階に出店。
- 2001年（平成13年）9月14日 - 運営会社のマイカルが民事再生法を申請。
- 2002年（平成14年）
  - 1月28日 - 閉店を発表。
  - 5月31日 - 閉店[3][4]。

## フロア構成
| 階   | フロア概要     |
| ---- | -------------- |
| 5階  | ダイナレックス |
| 4階  | 住まいの品     |
| 3階  | 紳士服・子供服 |
| 2階  | 婦人服         |
| 1階  | 食品売場       |
| 地階 | 地下駐車場     |

## その他
- 16,020m2の売り場面積を誇ったが[7]採算性が非常に悪かった。
- 名鉄三河線 （豊田線乗り入れ）豊田市駅改札口とギャザ2階が連絡通路で直結している立地であった。
- 閉店発表後、8社ほどのスーパーなどと交渉したが、家賃など条件面で交渉は難航した。その後結果的にトヨタ生活協同組合と合意し2002年にメグリアセントレが開店したが、2024年6月30日をもって閉店した[8]。
- 2017年11月25日にギャザの向かいに開業した「KiTARA」内にはイオンエンターテイメントが運営するシネマコンプレックス「イオンシネマ豊田KiTARA」が出店しているが、同社はマイカル傘下のワーナー・マイカルを前身としている。